# Pruillé-l’Éguillé
Pruillé-l’Éguillé – miejscowość i gmina we Francji, w regionie Kraj Loary, w departamencie Sarthe.
Według danych na rok 1990 gminę zamieszkiwało 510 osób, a gęstość zaludnienia wynosiła 24 osób/km² (wśród 1504 gmin Kraju Loary Pruillé-l’Éguillé plasuje się na 837. miejscu pod względem liczby ludności, natomiast pod względem powierzchni na miejscu 511.).